# George Mitchell (játékvezető)
George Mitchell (1912. február 22. – 1996) skót nemzetközi labdarúgó-játékvezető.

## Pályafutása

### Nemzeti játékvezetés
1946-ban lett az I. Liga játékvezetője. A nemzeti játékvezetéstől 1962-ben vonult vissza.

### Nemzetközi játékvezetés
A Skót labdarúgó-szövetség Játékvezető Bizottsága (JB) terjesztette fel nemzetközi játékvezetőnek, a Nemzetközi Labdarúgó-szövetség (FIFA) 1950-től tartotta nyilván bírói keretében. A FIFA JB központi nyelvei közül a angolt beszélte. Több nemzetek közötti válogatott és klubmérkőzést vezetett, vagy működő társának partbíróként segített. A skót nemzetközi játékvezetők rangsorában, a világbajnokság-Európa-bajnokság sorrendjében többedmagával a 29. helyet foglalja el 1 találkozó szolgálatával. Az aktív nemzetközi játékvezetéstől 1962--ben búcsúzott. Válogatott mérkőzéseinek száma: 10.

#### Labdarúgó-világbajnokság
Brazília rendezte a IV., az 1950-es labdarúgó-világbajnokság végső küzdelmeit, ahol egy csoportmérkőzést, a Svédország–Paraguay (2:2) találkozót irányította. A tornán öt társával képviselte az angol földrész labdarúgó-szövetségeit: 3 angol, egy walesi és egy skót. Az első skót, aki a világbajnokságon játékvezetői feladatot kapott. A FIFA JB elvárásának megfelelően, ha nem vezetett, akkor valamelyik működő társának segített partbíróként. Kettő csoportmérkőzésen és a döntő találkozón, az Uruguay–Brazília (2:1) mérkőzést vezető George Reader játékvezető második számú segítője lehetett. Világbajnokságon vezetett mérkőzéseinek száma: 1 + 3 (partbíró).

##### 1950-es labdarúgó-világbajnokság

###### Világbajnoki mérkőzés
| Időpont          | Helyszín                        | Mérkőzés típusa              | Mérkőzés            | Eredmény | Nézők száma |
| ---------------- | ------------------------------- | ---------------------------- | ------------------- | -------- | ----------- |
| 1950. június 29. | Vila Capanema Stadion, Curitiba | csoportmérkőzés (3. csoport) | Svédország–Paraguay | 2 – 2    | 8000        |

#### Brit Bajnokság
1882-ben az Egyesült Királyság brit tagállamainak négy szövetség úgy döntött, hogy létrehoznak egy évente megrendezésre kerülő bajnokságot egymás között. Az utolsó bajnoki idényt 1983-ban tartották.
| Időpont           | Helyszín                | Mérkőzés típusa | Mérkőzés      | Eredmény | Nézők száma |
| ----------------- | ----------------------- | --------------- | ------------- | -------- | ----------- |
| 1951. április 15. | Wembley Stadion, London | csoportmérkőzés | Anglia–Skócia | 2 – 3    | 98 000      |

## Sportvezetői pályafutása
Aktív pályafutását befejezve, 1962-1988 között a Skót Labdarúgó-szövetség JB játékvezető ellenőreként tevékenykedett.